# アメリカ、家族のいる風景
『アメリカ、家族のいる風景』（英: Don't Come Knocking）は、2005年に製作された、アメリカ・ドイツ合作の映画作品。日本での公開は2006年2月。

## 概要
ヴィム・ヴェンダース監督が『パリ、テキサス』以来20年ぶりにサム・シェパードとコンビを組んだ人生ドラマ｡主人公ハワード・スペンスを演じるのは脚本も担当したサム・シェパード｡共演にサム・シェパードの私生活のパートナーでもあるジェシカ・ラング、その他にサラ・ポーリー､ティム・ロス､エヴァ・マリー・セイントなど｡

## ストーリー
西部劇スターからすっかり落ちぶれてしまったハワード・スペンス。今の自分に嫌気が刺し撮影現場から逃げ、30年ぶりに母のもとを訪れると、かつてハワードが自分の子を身籠らせた女性から連絡があったと聞かされる。驚きの事実を知らされたハワードはまだ知らない我が子に会うため若い頃に過ごしたモンタナ州ビュートへ向かい、かつて関係をもった女性のもとを訪れる。そこでハワードはバーのステージでロックを歌っている青年が自分の息子だと知らされる。そしてさらに、母の骨壺を抱えた若い女性もハワードのもとを訪ねてくる。

## キャスト
- サム・シェパード：ハワード・スペンス
- ジェシカ・ラング：ドリーン
- ティム・ロス：サター
- ガブリエル・マン：アール
- サラ・ポーリー：スカイ
- フェアルザ・バルク：アンバー
- エヴァ・マリー・セイント：ハワードの母
- ジョージ・ケネディ：映画監督
- マーリー・シェルトン：スカーレット